# Adeloneivaia diluta
Adeloneivaia diluta är en fjärilsart som beskrevs av Rothschild 1907. Adeloneivaia diluta ingår i släktet Adeloneivaia och familjen påfågelsspinnare. Inga underarter finns listade i Catalogue of Life.